# Torsten Kracht
Torsten Kracht (Grimma, 4 de outubro de 1967) é um ex-futebolista alemão que atuava como zagueiro.

## Carreira em clubes
Chegou ao Lokomotive Leipzig em 1979, vindo das categorias de base do BSG Lokomotive Naunhof. Sua estreia como profissional foi na temporada 1984-85, mantendo-se fiel ao Lok até 1993, quando as Alemanhas Ocidental e Oriental já estavam reunificadas. Neste ano, assinou com o Stuttgart, mas não se firmou (disputou apenas 13 partidas) e voltou ao VfB Leipzig em 1994, não evitando o rebaixamento da equipe para a segunda divisão.
Ele ainda destacou-se no Bochum, atuando por 4 temporadas (116 partidas, 8 gols) antes de ser contratado pelo Eintracht Frankfurt. Kracht defenderia também o Karlsruher entre 2001 e 2003, voltando ao Leipzig (que até então disputava a NOFV-Oberliga, a quinta divisão do futebol alemão) para encerrar a carreira em 2004, aos 36 anos. Ele é o jogador com o maior número de expulsões na história da Bundesliga (12 no total).

## Seleção
Kracht integrou o elenco da Alemanha Oriental que disputou o mundial sub-20 e ficou em terceiro lugar, perdendo a vaga na final para os futuros campeões da Iugoslávia. Pela principal, disputou 2 amistosos - em 1988, contra a Bulgária, e em 1990, contra a Bélgica, em Bruxelas, que foi também o último jogo oficial da RDA, que  ganhou por 2 a 0, com dois gols de Matthias Sammer. O zagueiro não chegou a vestir a camisa da Alemanha reunificada.